# 巴比亞山
巴比亞山（波蘭語：Babia Góra）是位於波蘭南部和斯洛伐克交界處的一座山峰，也是喀爾巴阡山脈這一部分的最高峰，海拔高度1,725（5,659英尺）。這一山峰首次出現在地圖是在1558年。巴比亞山也是一個著名的觀光景點，攀爬難度較低，但有一條名為學術之路（Perć Akademików）的攀爬難度較高。